# The Jennifer Hudson Show
The Jennifer Husdon Show è un programma televisivo statunitense condotto e ideato dalla cantante e attrice Jennifer Hudson, al suo debutto come conduttrice televisiva.

## Antefatti
In seguito alla decisione riguardante l'imminente conclusione del The Ellen DeGeneres Show, programma prodotto da Warner Bros. Television andato in onda per 19 anni, la casa di produzione ha deciso di sostituire la trasmissione con un altro daytime show: la scelta è quindi ricaduta su un programma condotto e ideato da Jennifer Hudson, la quale ha sottoposto con successo la sua idea all'azienda. Nel giugno 2022 è stato annunciato che i produttori esecutivi del The Ellen DeGeneres Show avrebbero preso parte anche a questa trasmissione occupando il medesimo ruolo.

## Trasmissione
Il primo episodio del programma è andato in onda 12 settembre 2022, giorno del quarantunesimo compleanno di Hudson. Il programma è stato rinnovato per una seconda edizione, prevista per la stagione 2023-2024.